# Serie A1 FIAF 1993
La Serie A1 FIAF 1993 è stato il massimo livello del campionato italiano di football americano disputato nel 1993. È stata organizzata dalla Federazione Italiana American Football.
Al campionato hanno preso parte 12 squadre, suddivise in 3 gironi.

## Regular season

### Girone A
| Pos. | Squadra         | %V   | G  | V | N | P | PF  | PS  |
| ---- | --------------- | ---- | -- | - | - | - | --- | --- |
| 1    | Lions Bergamo   | .800 | 10 | 8 | 0 | 2 | 270 | 167 |
| 2    | Frogs Legnano   | .700 | 10 | 7 | 0 | 3 | 308 | 291 |
| 3    | Apaches Firenze | .500 | 10 | 5 | 0 | 5 | 246 | 233 |
| 4    | Giaguari Torino | .400 | 10 | 4 | 0 | 6 | 245 | 305 |

### Girone B
| Pos. | Squadra         | %V   | G  | V | N | P | PF  | PS  |
| ---- | --------------- | ---- | -- | - | - | - | --- | --- |
| 1    | Gladiatori Roma | .850 | 10 | 8 | 1 | 1 | 339 | 172 |
| 2    | Chiefs Ravenna  | .750 | 10 | 7 | 1 | 2 | 265 | 192 |
| 3    | Aquile Ferrara  | .250 | 10 | 2 | 1 | 7 | 212 | 274 |
| 4    | Dolphins Ancona | .100 | 10 | 1 | 0 | 9 | 139 | 303 |

### Girone C
| Pos. | Squadra             | %V   | G  | V | N | P | PF  | PS  |
| ---- | ------------------- | ---- | -- | - | - | - | --- | --- |
| 1    | Pharaones Milano    | .500 | 10 | 5 | 0 | 5 | 225 | 195 |
| 2    | Pythons Milano      | .500 | 10 | 5 | 0 | 5 | 218 | 266 |
| 3    | Phoenix San Lazzaro | .350 | 10 | 3 | 1 | 6 | 250 | 285 |
| 4    | Warriors Bologna    | .300 | 10 | 3 | 0 | 7 | 288 | 322 |

## Playoff
Accedono direttamente ai playoff le prime due squadre di ogni girone. Le terze classificate e la vincente del SilverBowl (finale di Serie A2) disputano un turno preliminare (Wild card).
| Wild Cards |                     |    |
|            |                     |    |
| 8          | Phoenix San Lazzaro | 39 |
| 9          | Aquile Ferrara      | 20 |
|            |                     |    |
| 7          | Apaches Firenze     | 35 |
| 1A2        | Blackhawks Cernusco | 17 |

|  | Quarti di finale | Quarti di finale    | Quarti di finale |               |                | Semifinali      | Semifinali | Semifinali |  |  | XIII Superbowl | XIII Superbowl  | XIII Superbowl |
|  |                  |                     |                  |               |                |                 |            |            |  |  |                |                 |                |
|  | 1                | Gladiatori Roma     | 51               |               |                |                 |            |            |  |  |                |                 |                |
|  | 8                | Phoenix San Lazzaro | 39               |               |                |                 |            |            |  |  |                |                 |                |
|  | 8                | Phoenix San Lazzaro | 39               |               | 1              | Gladiatori Roma | 36         |            |  |  |                |                 |                |
|  |                  |                     |                  |               | 1              | Gladiatori Roma | 36         |            |  |  |                |                 |                |
|  |                  | 4                   | Frogs Legnano    | 21            |                |                 |            |            |  |  |                |                 |                |
|  | 4                | 4                   | Frogs Legnano    | 21            | Frogs Legnano  | 35              |            |            |  |  |                |                 |                |
|  | 4                |                     |                  |               | Frogs Legnano  | 35              |            |            |  |  |                |                 |                |
|  | 5                | Pharaones Milano    | 28               |               |                |                 |            |            |  |  |                |                 |                |
|  |                  |                     |                  |               |                |                 |            |            |  |  | 1              | Gladiatori Roma | 39             |
|  |                  |                     | 2                | Lions Bergamo | 48             |                 |            |            |  |  |                |                 |                |
|  | 2                | Lions Bergamo       | 45               |               |                |                 |            |            |  |  |                |                 |                |
|  | 7                | Apaches Firenze     | 26               |               |                |                 |            |            |  |  |                |                 |                |
|  | 7                | Apaches Firenze     | 26               |               | 2              | Lions Bergamo   | 36         |            |  |  |                |                 |                |
|  |                  |                     |                  |               | 2              | Lions Bergamo   | 36         |            |  |  |                |                 |                |
|  |                  | 3                   | Chiefs Ravenna   | 31            |                |                 |            |            |  |  |                |                 |                |
|  | 3                | 3                   | Chiefs Ravenna   | 31            | Chiefs Ravenna | 64              |            |            |  |  |                |                 |                |
|  | 3                |                     |                  |               | Chiefs Ravenna | 64              |            |            |  |  |                |                 |                |
|  | 6                | Pythons Milano      | 44               |               |                |                 |            |            |  |  |                |                 |                |

### XIII Superbowl
Il XIII Superbowl italiano si è disputato sabato 10 luglio 1993 allo Stadio comunale di Telgate (BG), ed ha visto i Lions Bergamo superare i Gladiatori Roma per 48 a 39.
Il titolo di MVP della partita è stato assegnato a Scott Whitehouse, runningback dei Lions.
- Lions Bergamo campioni d'Italia 1993 e qualificati all'Eurobowl 1994.